# Michael C. Burgess

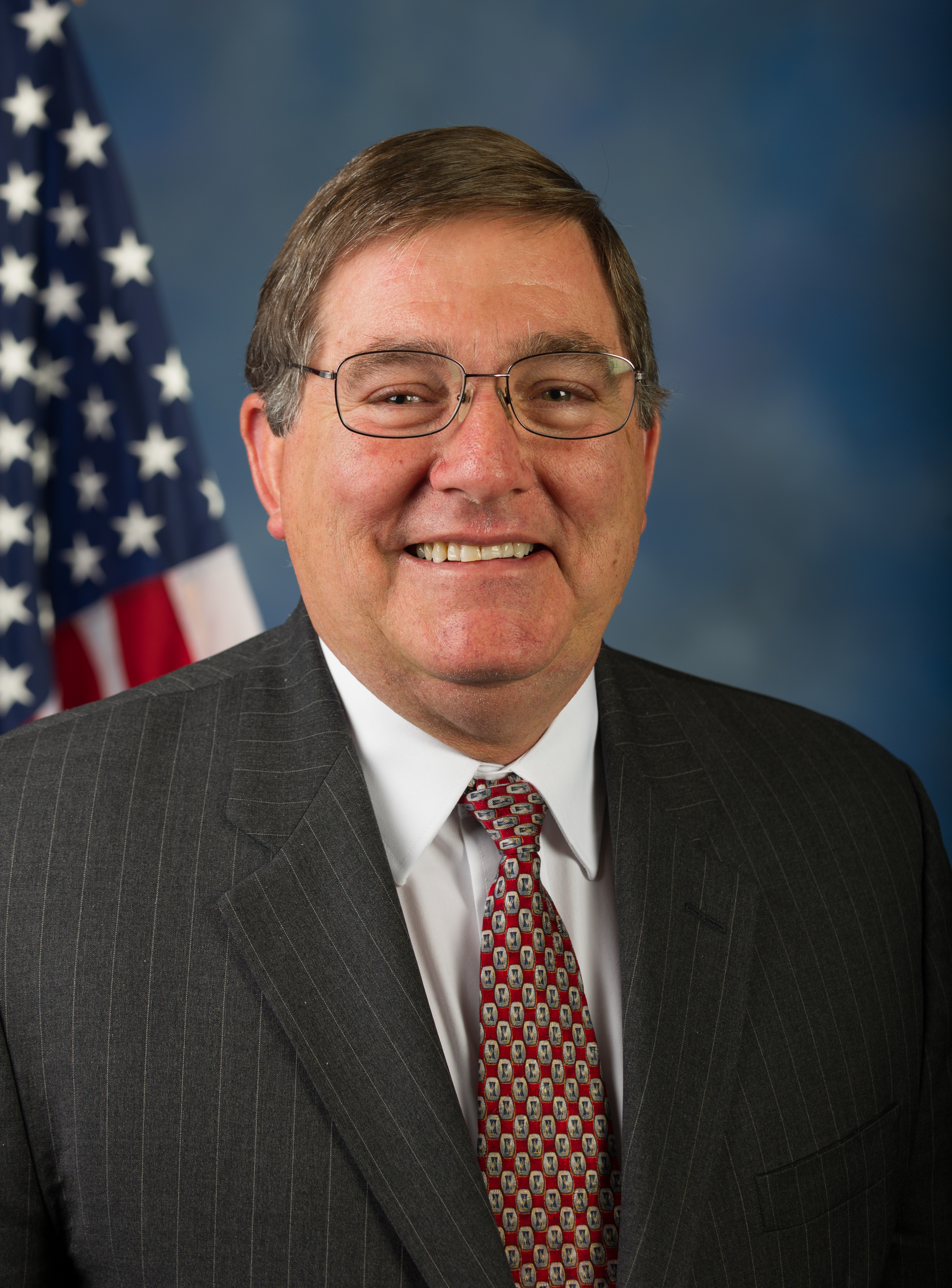
Michael C. Burgess (2013)

Michael Clifton Burgess (* 23. Dezember 1950 in Rochester, Minnesota) ist ein US-amerikanischer Politiker der Republikanischen Partei. Von 2003 bis 2025 vertrat er den 26. Distrikt des Bundesstaats Texas im US-Repräsentantenhaus.

## Werdegang
Burgess besuchte bis 1968 die Selwyn College Preparatory School und anschließend bis 1974 die North Texas State University in Denton (Texas). Dort erwarb er sowohl einen Bachelor of Science als auch einen Master of Science. Im Jahr 1977 schloss er sein Studium der Medizin an der University of Texas Medical School, Houston mit dem Medical Doctor (M.D.) ab und arbeitete anschließend als Arzt. Im Jahr 2000 schloss er ein weiteres Studium an der University of Texas at Dallas ab, ebenfalls mit einem Master of Science.
Burgess ist mit Laura Burgess verheiratet. Das Paar hat drei gemeinsame erwachsene Kinder.

## Politik
Bei den Kongresswahlen des Jahres 2002 wurde Burgess im 26. Wahlbezirk von Texas in das US-Repräsentantenhaus gewählt, wo er am 3. Januar 2003 die Nachfolge des nicht mehr kandidierenden Mehrheitsführers Dick Armey antrat. Gegen dessen Sohn Scott hatte sich Burgess in der republikanischen Primary durchgesetzt. Er wurde bei allen zehn folgenden Wahlen wiedergewählt. Seine letzte Legislaturperiode im Repräsentantenhaus des 118. Kongresses lief bis zum 3. Januar 2025.
Burgess gab im November 2023 bekannt, nicht erneut zur Wiederwahl anzutreten.

### Ausschüsse
Er war zuletzt Mitglied in folgenden Ausschüssen des Repräsentantenhauses:
- Committee on Energy and Commerce
  - Energy, Climate and Grid Security
  - Health
  - Oversight and Investigations
- Committee on Rules
  - Legislative and Budget Process
  - Rules and Organization of the House
- Committee on the Budget

Außerdem war Burgess Mitglied in über 20 Caucuses.

### Ansichten und Kontroversen
Burgess vertrat im Wesentlichen die Positionen seiner Partei. Im Zusammenhang mit der Erhöhung der Schuldenobergrenze im August 2011 sprach er sich für ein Amtsenthebungsverfahren gegen Präsident Barack Obama aus.
Am 17. Juni 2013 erregte Burgess Aufmerksamkeit, indem er ohne Belege behauptete, männliche Föten würden masturbieren. Demnach seien sie fähig, Schmerzen und Lust zu empfinden und dürften daher nicht abgetrieben werden.
Burgess gehörte zu den Mitgliedern des Repräsentantenhauses, die bei der Auszählung der Wahlmännerstimmen bei der Präsidentschaftswahl 2020 für die Anfechtung des Wahlergebnis stimmten. Präsident Trump hatte wiederholt propagiert, dass es umfangreichen Wahlbetrug gegeben hätte, so dass er sich als Sieger der Wahl sah. Für diese Behauptungen wurden keinerlei glaubhafte Beweise eingebracht. Der Supreme Court wies eine entsprechende Klage mit großer Mehrheit ab, wobei sich auch alle drei von Trump nominierten Richter gegen die Klage stellten.